# Aisne
L'Aisne (pronuncia /ɛːn/; in piccardo Ainne) è un dipartimento francese della regione Alta Francia.
Il nome del dipartimento deriva dal nome del fiume omonimo che scorre nel suo territorio, percorrendolo da est a ovest bagnando Soissons.
Il dipartimento comprende cinque circondari (arrondissement), 42 cantoni e 816 comuni.

## Geografia fisica
Il territorio del dipartimento confina con i dipartimenti di Nord (nordovest), Somme e Oise (ovest), Senna e Marna (sud), Marna (sudest), Ardenne (est) e con il Belgio (nord) (provincia dell'Hainaut).
Il territorio è costituito da altopiani di scarsa altitudine (la quota sul livello del mare va dai 284 m nella parte settentrionale ai 57 m della valle dell'Oise) o da catene di colline separate da valli con fiumi e torrenti. Da nord a sud si attraversano in successione le vallate dei fiumi Somme, Oise, Serre, Ailette, Aisne, Vesle, Ourcq e Marna. Il paesaggio ha scarse grandiosità, ma è ricco di note foreste.
Climaticamente appartiene alla zona parigina, con scarse escursioni termiche e tempo umido e variabile. Le temperature tendono a diminuire verso nord-est, in direzione delle alture delle Ardenne e del Belgio.
Le principali città sono la prefettura Laon, Château-Thierry, Vervins, San Quintino, Soissons, Chauny, Tergnier e Hirson.

## Storia
Il dipartimento è stato creato dopo la rivoluzione francese, il 4 marzo del 1790, in applicazione della legge del 22 dicembre del 1789, a partire da una suddivisione dei territori dell'Île-de-France e della Piccardia.
Al momento della conquista cesariana nel territorio del dipartimento risiedevano diverse tribù galliche, tra le quali quella dei Suessi, che in passato, con il capo Diviziaco, avevano esteso il proprio dominio su una gran parte della Gallia e persino su parte delle isole britanniche. Dopo la sconfitta di Vercingetorige nel 52 a.C., il re Galba si alleò con i Romani fornendo loro delle truppe contro la confederazione dei Belgi, che furono sconfitti nella battaglia di Bibrax presso Laon.
La capitale Noviodunum (Soissons), prese il nome di Augusta Suessionum e divenne dopo Reims la città più importante della provincia romana della Gallia Belgica. Laudunum (Laon) fu fondata dai Romani, che tracciarono anche una rete viaria, conosciuta più tardi con il nome di "chaussées Brunehaut" (strade della regina Brunehaut) per le opere di restauro da lei intraprese. Le popolazioni galliche acquisirono rapidamente usi, costumi e lingua dei Romani e più tardi si diffuse largamente il cristianesimo.
Dopo la caduta dell'Impero romano d'Occidente i Franchi, guidati dal re merovingio Clodoveo sconfissero il generale romano Siagrio sotto le mura di Soissons nel 486. Alla battaglia è legata la tradizionale narrazione dell'episodio del "vaso di Soissons".
L'imperatore romano d'Oriente Zenone, che aveva un diritto ormai solo nominale sulle province galliche, le cedette quindi a Clodoveo, che più tardi (496) si convertì al cristianesimo. Soissons continuò a essere la capitale del regno dei Franchi, e successivamente del regno di Neustria (o occidentale) dopo la suddivisione seguita alla morte di Clotario I, figlio di Clodoveo, nel 561. La sede regale non fu spostata a Parigi da Clotario II.
Una seconda battaglia combattuta sotto le mura di Soissons nel 718 segnò la sconfitta del regno di Neustria che fu ricongiunto al regno di Austrasia sotto Carlo Martello, ufficialmente "maestro di palazzo" o "maggiordomo" del re merovingio. Il figlio, Pipino il Breve, si fece riconoscere re. da un'assemblea di nobili ("leudes") e vescovi tenutasi a Soissons nel 752, al posto dell'ultimo dei Merovingi, Childerico III, e venne riconosciuto immediatamente da papa Zaccaria.
Sotto la dinastia dei Carolingi iniziarono gli attacchi dei Normanni: dopo i saccheggi di San Quintino e di Château-Thierry, la stessa Soissons resistette con difficoltà al loro attacco nell'886. Nel 991 Ugo Capeto, che si era proclamato re di Francia nel 987, prese Laon, ultimo possesso carolingio, inaugurando la dinastia dei Capetingi.
Nel XII secolo e fino agli inizi del XIII le maggiori città si costituirono in comuni indipendenti, e tra il 1225 e il 1230, Engherardo III, sire di Coucy fece costruire l'omonimo castello, di cui si conservano ancora le rovine.
Durante la guerra dei cent'anni (1340-1453) il territorio subì devastazioni e carestie, in seguito ai quali scoppiò nel 1358 la rivolta contadina dei "Jacques" (o dei "Jacques bonhomme") con massacri e saccheggi delle città.
Durante le guerre di religione francesi (1559-1598) il re di Spagna Filippo II, in risposta al sostegno che il re di Francia accordava ai protestanti della Germania e dei Paesi Bassi prese nel 1557 San Quintino dopo l'eroica resistenza dei suoi abitanti, abbandonandola per cinque giorni al saccheggio delle sue truppe. Solo nel 1559 la città tornò alla Francia.
Nel 1814 Napoleone Bonaparte combatté nel dipartimento le battaglie di Craonne e di Laon, mentre Soissons veniva presa e perduta a più riprese. Dopo la sconfitta di Waterloo Laon si arrese all'esercito russo.
Nel 1870 e 1871 l'esercito prussiano dopo la presa di Laon e di Soissons e la sconfitta del generale francese Faidherbe a San Quintino, occupò l'intero dipartimento, da cui ricavò una grande quantità di denaro come contributo di guerra. Il dipartimento ritornò alla Francia solo dopo la firma del trattato di pace.